# 너태샤 윌리엄스
너태샤 윌리엄스(Natasha Williams, 1971년 7월 18일 ~ )는 영국의 배우, 영화배우이다. 자메이카 트렐로니 교구에서 태어났다.

## 영화
- 시티 래츠 (2009년)
- 닥터스 (2000년)
- 홀비시티 시즌1 (1999년)
- 비행의 이론 (1998년)
- 이스트엔더스 (1985년)
- 더 빌 (1984년)